# Ляудис, Казимерас Францевич
Казимерас Фра́нцевич Ля́удис (лит. Kazimieras Franco Liaudis; 28 декабря 1900 [10 января 1901] — 23 мая 1989) — государственный и партийный деятель СССР и Литовской ССР, генерал-майор, участник Гражданской и Великой Отечественных войн. Герой Социалистического Труда (1976).

## Биография
Родился в Байсогале Ковенской губернии (ныне территория Литвы) в семье рабочего.
В 1912 году закончил первую группу заводского училища в городе Каменское Екатеринославской губернии, а с февраля 1913 года — рабочий-машинист металлургического завода в Каменском.
В ноябре 1917 года вступил в Красную гвардию, а в феврале 1918 года — в РККА. Участвовал в Гражданской войне.
С февраля 1918 года по январь 1919 года — командир отделения партизанского отряда Колосова в Екатеринославской губернии.
С января по июнь 1919 года — сотрудник для поручений политотдела дивизии 2-й армии Южного фронта. С июня 1919 года по январь 1920 года — командир взвода отдельного кавалерийского эскадрона 14-я армии Южного фронта.
С января 1920 года по январь 1921 года — командир взвода 58-го кавалерийского полка 58-й дивизии 12-й армии Юго-Западного фронта. С января 1921 года — командир взвода отдельной роты связи 13-го стрелкового корпуса Туркестанского фронта.
В мае 1924 года демобилизовался и вернулся в Каменское, где работал газовщиком доменного цеха Днепропетровского металлургического завода имени Ф. Э. Дзержинского. В феврале 1925 года вступил в РКП(б).
С января 1926 года по марте 1927 года работал инспектором окружного отдела народного образования в Днепропетровске, затем вновь работал на заводе имени Ф. Э. Дзержинского секретарем партийной ячейки доменного цеха.
С января 1929 года — инструктор Каменского райкома КП(б) Украины, а с августа 1929 года — заведующий агитационно-пропагандистским отделом Доманевского райкома КП(б) Украины.
С октября 1930 года по май 1931 года — инструктор Первомайского районного отдела народного образования. С мая 1931 года по февраль 1932 года — председатель профкома доменного цеха Днепропетровского металлургического завода имени Ф. Э. Дзержинского. Затем вновь призван на военную службу.
С февраля 1932 года служил на политических должностях в Украинском военном округе: ответственный секретарь партбюро воинской части, с марта 1933 года — 120-го отдельного артиллерийского полка. В феврале 1935 года переведен на флот комиссаром воинской части Тихоокеанского флота. С ноября 1935 года по август 1937 года — старший инструктор, затем инспектор Политуправления флота. С августа 1937 года находился в распоряжении Политуправления флота. В декабре 1939 года был демобилизован.
С декабря 1939 года работал заместителем начальника управления строительства «Южэнергострой» в Днепродзержинске. В сентябре 1940 года вернулся к учёбе в металлургическом институте, однако после занятия города немцами в августе 1941 года ушёл в подполье.
С 1941 года по 1943 год был секретарём Днепродзержинского подпольного горкома КП(б) Украинской ССР. После освобождения города в октябре 1943 года назначен заведующим отделом кадров Днепродзержинского горкома КП(б) Украины.
В августе 1944 года переведен на партийную и советскую работу в Литовскую ССР. С августа по декабре 1944 года — первый секретарь Биржайского укома КП(б) Литвы. С декабря 1944 года по январь 1945 года — секретарь, а с января 1945 года по 24 марта 1947 года — третий секретарь ЦК КП(б) Литвы.
С 13 марта 1947 года по 17 июля 1950 года — заместитель Председателя Совета Министров Литовской ССР и одновременно Министр сельского хозяйства Литовской ССР. С июня 1950 года по июнь 1953 года — первый секретарь Клайпедского обкома КП(б) — Компартии Литвы. С 11 июня 1953 года по 16 февраля 1954 года — второй секретарь ЦК Компартии Литвы.
В октябре 1953 года направлен на работу в органы государственной безопасности республики в качестве их руководителя, в этом же году ему было присвоено звание полковника. С 7 октября 1953 по 27 марта 1954 года — Министр внутренних дел Литовской ССР. С 27 марта 1954 по 30 октября 1959 года — Председатель Комитета государственной безопасности при Совете Министров Литовской ССР. Стал первым Председателем КГБ Литвы.
14 января 1956 года Ляудису было присвоено звание генерал-майора.
С января 1960 года — на пенсии. С 1960 года по 1986 год являлся председателем Ревизионной комиссии Компартии Литвы. Был депутатом Верховного Совета СССР нескольких созывов (3-го, 4-го и 5-го).
Указом Президиума Верховного Совета СССР от 9 января 1976 года за активное участие в Гражданской и Великой Отечественной войнах, многолетнюю и безупречную работу в партийных и государственных органах и в связи с семидесятипятилетием со дня рождения Ляудису Казимерасу Францевичу было присвоено звание Героя Социалистического Труда.
Жил в Вильнюсе. Скончался 23 мая 1989 года. Похоронен на Антакальнисском кладбище в Вильнюсе.

## Награды
- Медаль «Серп и Молот»
- Два ордена Ленина
- Орден Красного Знамени
- Два ордена Отечественной войны I степени
- Орден Трудового Красного Знамени
- Орден Красной Звезды
- Орден «Знак Почёта»
- Нагрудный знак «50 лет пребывания в КПСС»
- Почётный гражданин Днепродзержинска (1965) — первый, кому было присвоено это звание.
- другие награды